# 가코가와정
가코가와정(加古川町)은 효고현 가코가와시 중심이 되는 지역이다. 과거에 존재했던 가코군 가코가와정에 해당한다.